# Джимбарр

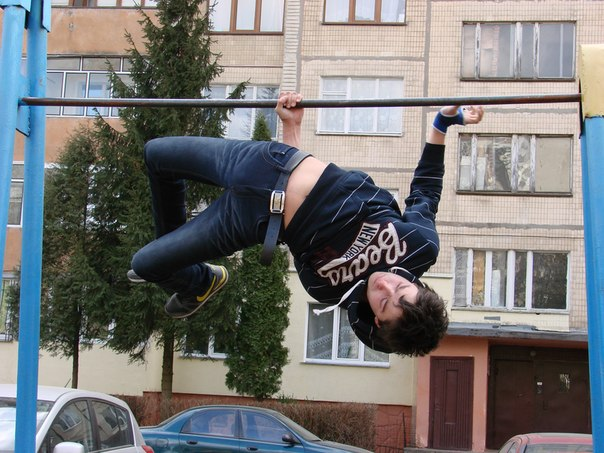
Положення nivelada в джимбаррі.

Джимбарр (ісп. Gimbarr) — один із стилів вуличної гімнастики, батьківщиною якого є Колумбія, включає в себе виконання різних елементів (в тому числі специфічних, характерних тільки для джімбару) і їх комбінації на турніку (перекладині), розвиває гнучкість, силу, зв'язки, витривалість, координацію рухів, вимагає наполегливості у вивченні елементів. Ним можна займатися на будь-якому вуличному спортивному майданчику, де є перекладина, яка не обов'язково повинна відповідати стандартам і правилам Міжнародної федерації гімнастики, і, навіть, не тільки на спортмайданчику . Людину, що захоплюється джімбарром прийнято називати барріста (barrista). Часто заняття на турніках відбуваються колективно, деякі барріста об'єднуються в команди.
Поширений серед молоді в Колумбії, Росії, Україні, Казахстані, Білорусі, Польщі, країнах Балтії та в деяких інших країнах.

## Стилі елементів Джимбарру
Широкий вибір елементів джимбарру можна розділити за стилями на декілька видів.
- Figuras (фігури) — стиль в основі якого лежить послідовність виконання силових елементів і елементів на гнучкість (águila, ocho, rambo Z[3] та інші)[4].
- Yoyos (йо-йо) — стиль в основі якого лежить різноманітне виконання елементів з переходом в положення nivelada (нівелада), наприклад: mágnun, calipso, yoyo alfa та інші[5][6].

В деяких випадках елементи Yoyos включають в стиль Figuras. Наприклад, в Колумбії існує напрямок FBX (figuras de barra extreme), в якому барріста виконує тривалі вправи, які складаються з комбінації декількох елементів цих двох стилів, причому кожний елемент виконується зазвичай повільно, з плавними переходами, на силу, а головне - з абсолютно рівними ногами!
- Giros (оберти) — стиль в основі якого лежать технічні оберти довкола грифа турніка з виконанням елементів (наприклад, великі оберти: soles (сонечко), lunas (місяць), avismos (сонечко на ногах); інші оберти: sillas (стільчик), ángeles (оберти в опори з заді, місяць)[8], universales (оберти на подколінках без рук, смертник) та інші)[9].
- Angulos (кути) — вправи виконуються на краю турніка, як опору використовують як його гриф, так і стійку, практикуються переходи з турніка на сусідній турнік (diamante[10], bandera[11], trombosis та інші).
- Acrobacias  (акробатика) - вправи з акробатики, а саме різні сальто, зіскоки з турніка та інші (mortal (лач гейнер,заднє сальто з турніка)[12], catapulta (переднє сальто з турніка), ginger[13], hoja (топорик з положення сидячи)).
- Agilidad  (спритність) - вправи на спритність (demonios[14], super ole[15]).
- Fuerza Extrema  (екстремальна сила) - виконання силових вправ по утриманню ваги тіла на турніку в незвичних положеннях (cristo (утримання на потилиці)[16], anticristo (утримання на підборіді)[17]).
- Mixto  (змішення) - виконання комбінацій з елементів різних стилів.

У джімбаррі є досить багато елементів, які і раніше виконувалися на турніку, в тому числі і зі спортивної гімнастики: kit - офіцерський (дембельський) вихід, kid - вихід з-під турніка ; soles - сонечко, великі обороти вперед; alemana - скльопка, підйом розгинанням; entrada de pecho - підйом з переворотом та інші. Деяким елементам джімбарра були присвоєні, крім колумбійських, російські назви : águila - царський вихід; cobra - вихід принца.
Той чи інший елемент може бути дещо змінений і ускладнений різними способами (в цьому випадку до назви вправи іноді додаються слова supremo, super). Один із способів - виконання елемента іншим хватом .

## Зародження джимбарру
Даний рух було засновано в Колумбії (м. Богота) дуже давно, його історія налічує понад 100 років, Gimbarr вважається національним видом спорту Колумбії. В одному з районів міста і практикували свої трюки на турніку кілька людей, кожен з яких відрізнявся своїм стилем.
У період з 1998 по 2002 рік, Gimbarr набирав обертів швидкими темпами, силова вулична гімнастика, що не мала офіційного статусу, зацікавила багатьох в країні, з'явилися команди, які їздили виступати по різних містах і країнах. У цей самий період рух Gimbarr визнається національним видом спорту в Колумбії і отримує підтримку від влади.

## Джимбарр і здоров'я
Перед виконанням складних вправ рекомендується попередньо добре розім'ятися, а самі вправи виконувати починаючи з найбільш легких. Джимбарр вважається екстремальним видом спорту але не травмонебезпечним і є навіть своєрідною йогою..
Практика показує, що найбільша частка травм пов'язана з необережністю, а також і зі слабкою (або відсутньої) розминкою, неуважністю і відсутністю підвідної бази і ФП для виконання елементів складнішого рівня. 